# Game Over
Game Over er en amerikansk animeret sitcom for voksne, der er skabt af David Sacks for UPN.
Serien handler om en dysfunktionel familie, der består af forældrene Rip og Raquel Smashenburn, deres børn Alice og Billy og Turbo og the Changs.